# Большая Шамья
Большая Шамья — река в России, протекает по Троицко-Печорскому району Республики Коми. Устье реки находится в 174 км от устья Северной Мылвы по правому берегу. Длина реки составляет 27 км.
Исток реки в болотах в 30 км к юго-западу от Комсомольска-на-Печоре. Течёт на северо-запад, затем поворачивает на север, русло извилистое, всё течение проходит по ненаселённому заболоченному таёжному лесу. Именованных притоков не имеет. Впадает в Северную Мылву ниже урочища Седъёль.

## Данные водного реестра
По данным государственного водного реестра России относится к Двинско-Печорскому бассейновому округу, водохозяйственный участок реки — Печора от истока до водомерного поста у посёлка Шердино, речной подбассейн реки — Бассейны притоков Печоры до впадения Усы. Речной бассейн реки — Печора.
Код объекта в государственном водном реестре — 03050100112103000059812.